# Blepharita hoenei
Blepharita hoenei är en fjärilsart som beskrevs av Shigero Sugi 1959. Blepharita hoenei ingår i släktet Blepharita och familjen nattflyn. Inga underarter finns listade i Catalogue of Life.